# Claudette Colbert
Claudette Colbert, rođena kao Émilie Claudette Chauchoin; (Saint-Mandé kraj Pariza, Francuska, 13. rujna 1903. – Speightstown, Barbados, 30. srpnja 1996.) bila je američka glumica.
Francuskoga je porijekla. Njena obitelj preselila se iz Francuske u New York kada je imala tri godine. Planirala je biti modna dizajnerica, ali je dobila priliku u kazalištu. Colbert je započela svoju karijeru u produkcijama na Broadwayu kasnih 1920.-ih, a s pojavom zvučnoga filma, počela je glumiti u filmovima. U početku je bila povezana s filmskom kućom Paramount Picturesom, a kasnije je bila u slobodnom angažmanu. Dobila je Oscara za najbolju glumicu u filmu „Dogodilo se jedne noći” (1934.), a dobila je i dvije druge nominacije za Oscara. Njezini drugi značajni filmovi su: „Kleopatra” (1934.) i „Priča o Palm Beachu” (1942).
Sa svojim okruglim licem, velikim očima, šarmantnim, aristokratskim manirima i osjećajem za laganu komediju i emocionalnu dramu, njena nadarenost dovela ju je do toga, da je postala jedna od najbolje plaćenih zvijezda 1930.-ih i 1940.-ih, a 1938. i 1942., bila je najplaćenija. Glumila je u više od 60 filmova. Često je glumila s glumcima kao što su: Fred MacMurray, u sedam filmova (1935. – 1949.) i Fredric March, u četiri filma (1930. – 1933.).
Do ranih 1950.-ih Colbert se uglavnom povukla s ekrana u korist televizijskoga i scenskoga rada, a zaslužila je i nominaciju za nagradu Tony za film „The Marriage-Go-Round” 1959. Manje je glumila početkom 1960.-ih, no krajem 1970.-ih doživjela je ponovni preporod u kazalištu, a za svoj kazališni rad u Chicagu 1980. dobila je nagradu Sarah Siddons. Za televizijski rad u filmu „The Two Mrs. Grenvilles” (1987.) osvojila je nagradu Zlatni globus i nominaciju za nagradu Emmy.
Američki filmski institut proglasio je 1999. Claudette Colbert za 12. najveću žensku zvijezdu klasične holivudske kinematografije.
Preminula je u 92. godini života na Barbadosu, gdje je imala kuću za odmor. Pokopana je u New Yorku. 